# 学校法人日向学院
学校法人日向学院（がっこくほうじんひゅうががくいん）は、カトリックの男子修道会である。サレジオ修道会を母体とする学校法人。

## 概要
- 1946年、旧制日向中学校として創立。戦前に創設されたサレジオ会の神学校が前身。

## 設置校
- 日向学院中学校・高等学校